# ائومنس
ائومنس (زبان یونانی: Εὐμένης؛ ۳۶۲–۳۱۶ پیش از میلاد) ژنرال و دانشمند یونانی است. او در جنگ‌های دیادوخوی به عنوان مدافع دودمان سلطنتی آرگئاد مقدونیه باستان شرکت داشت و سرانجام به دست آنتیگون یکم کشته شد.